# Hepatomegalia
A hepatomegalia é uma condição na qual o tamanho do fígado está aumentado. Geralmente indica a existência de uma hepatopatia (doença do fígado). No entanto, muitos indivíduos com hepatopatia apresentam um fígado de tamanho normal ou mesmo menor do que o normal.
Normalmente a hepatomegalia é assintomática (não produz sintomas). Entretanto, quando o aumento de volume é acentuado, ele pode causar desconforto abdominal ou uma sensação de plenitude. 
Quando o aumento de volume do fígado ocorre rapidamente, o fígado pode tornar-se sensível à palpação. O médico comumente avalia o tamanho do fígado palpando-o através da parede abdominal durante o exame físico. Ao palpar o fígado, o médico também observa a sua textura. Quando aumentado de volume devido a uma hepatite aguda, a uma infiltração gordurosa, a uma congestão sanguínea ou a uma obstrução inicial das vias biliares, o fígado normalmente é macio. Quando a diminuição é causada por uma cirrose, o fígado é firme e irregular. A presença de nódulos bem definidos normalmente sugere um câncer.